# Rezső Somlai
Rezső Somlai (1911 - 1983) fou un futbolista hongarès. Va formar part de l'equip hongarès a la Copa del Món de 1934.